# Niederwil, Zürich
Niederwil är en ort i kommunen Adlikon i kantonen Zürich, Schweiz. 